# إريك أندريه
إريك أندريه (بالإنجليزية: Eric André) مواليد 4 أبريل 1983 في بوكا راتون، فلوريدا، الولايات المتحدة، هو ممثل أمريكي.

## الأعمال
- لفل أب
- اكبح حماسك
- لا تثق في الع---- في الشقة 23
- 2 بروك جرلس
- برنامج ايريك اندريه
- الأسد الملك

## وصلات خارجية
- الموقع الرسمي
- إريك أندريه على موقع IMDb (الإنجليزية)
- إريك أندريه على موقع ألو سيني (الفرنسية)
- إريك أندريه على موقع ميوزك برينز (الإنجليزية)
- إريك أندريه على موقع أول موفي (الإنجليزية)
- إريك أندريه على موقع ديسكوغز (الإنجليزية)
- إريك أندريه على موقع قاعدة بيانات الفيلم (الإنجليزية)
- إريك أندريه على موقع كينوبويسك (الروسية)